# Výmarská klasika

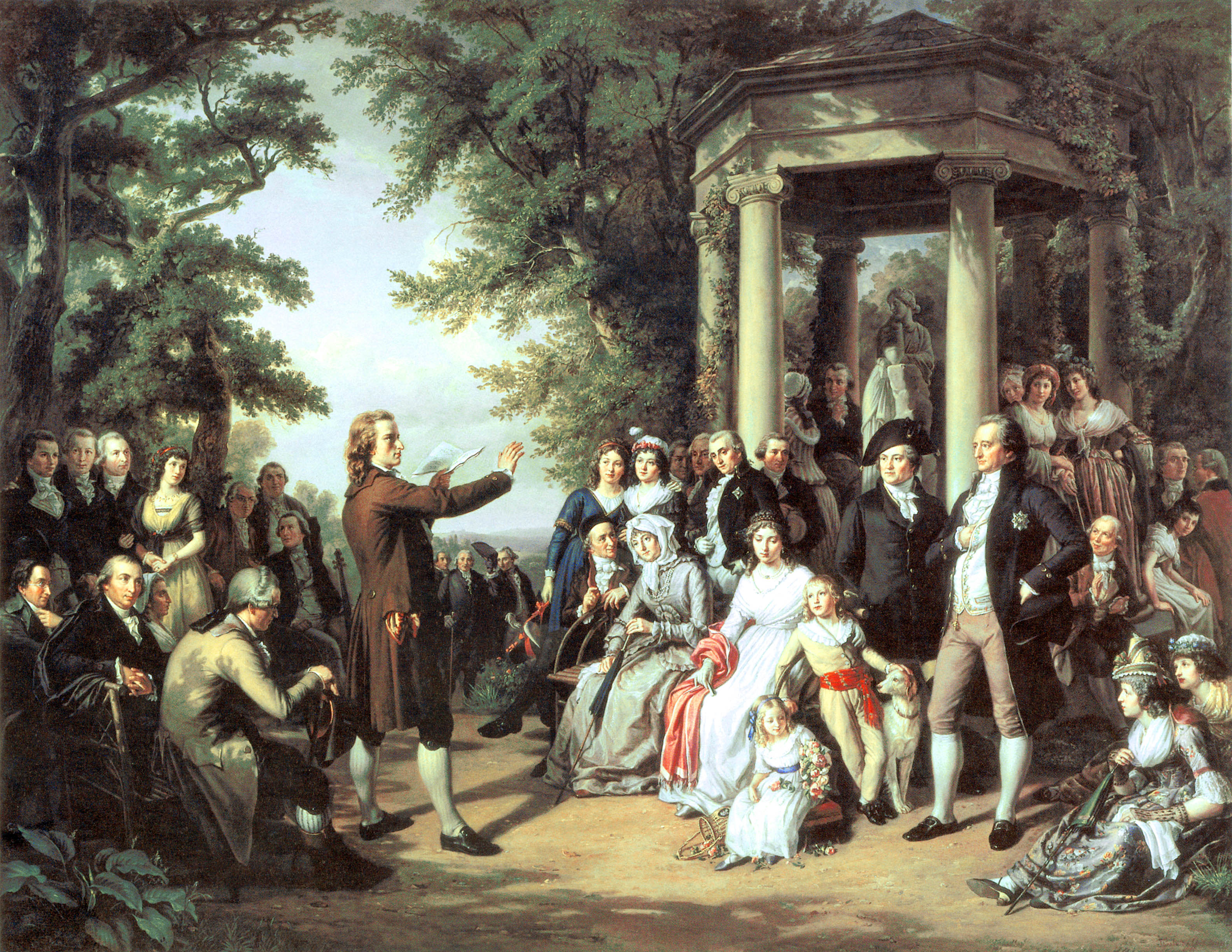
Theobald von Oer: Výmarský dvůr múz.
Schiller předčítá, u sloupu stojí Goethe, v publiku je i Wieland a Herder s chotí.

Výraz Výmarská klasika (německy Weimarer Klassik) vznikl v průběhu 19. století k označení období, kdy „čtyřhvězdí“ Wieland, Goethe, Herder a Schiller působilo ve Výmaru. Toto období bývá často ohraničováno Goethovou italskou cestou roku 1786 a Schillerovou smrtí roku 1805; někdy se jím míní pouze období „estetické aliance“, společných básnických snah Goethových a Schillerových (1794–1805).
Autoři netvořili hnutí jako např. avantgardy 20. století a nikdo z těchto básníků se za klasika neoznačoval. Proto také bývá výraz výmarská klasika v literární vědě někdy zpochybňován. Vznikl jednak pro návaznost autorů na antickou literaturu (jak v motivech, tak ve formální výstavbě textů), ale také jako zpětné označení klasického období německého básnictví.
Kromě návaznosti na antiku (velmi výrazná u Wielanda, ale např. i v Goethově Ifigenii na Tauridě) spojovaly tvorbu tohoto období také osvícenské i romantické prvky. Je zde patrná snaha o harmonické pojetí člověka, které skloubí osvícenskou rozumovost s romantickou citovostí, vystupňovanou dříve hnutím Sturm und Drang. Proto se odklánějí od Francouzské revoluce a také od estetiky Immanuela Kanta, zejména v Schillerových Listech o estetické výchově, kde formuloval ideál estetické výchovy člověka. Schiller velmi často bral své náměty z historie, Goethe spíše z přírody; je to patrné ještě v jeho pozdějším románu Spříznění volbou.